# Einruhr

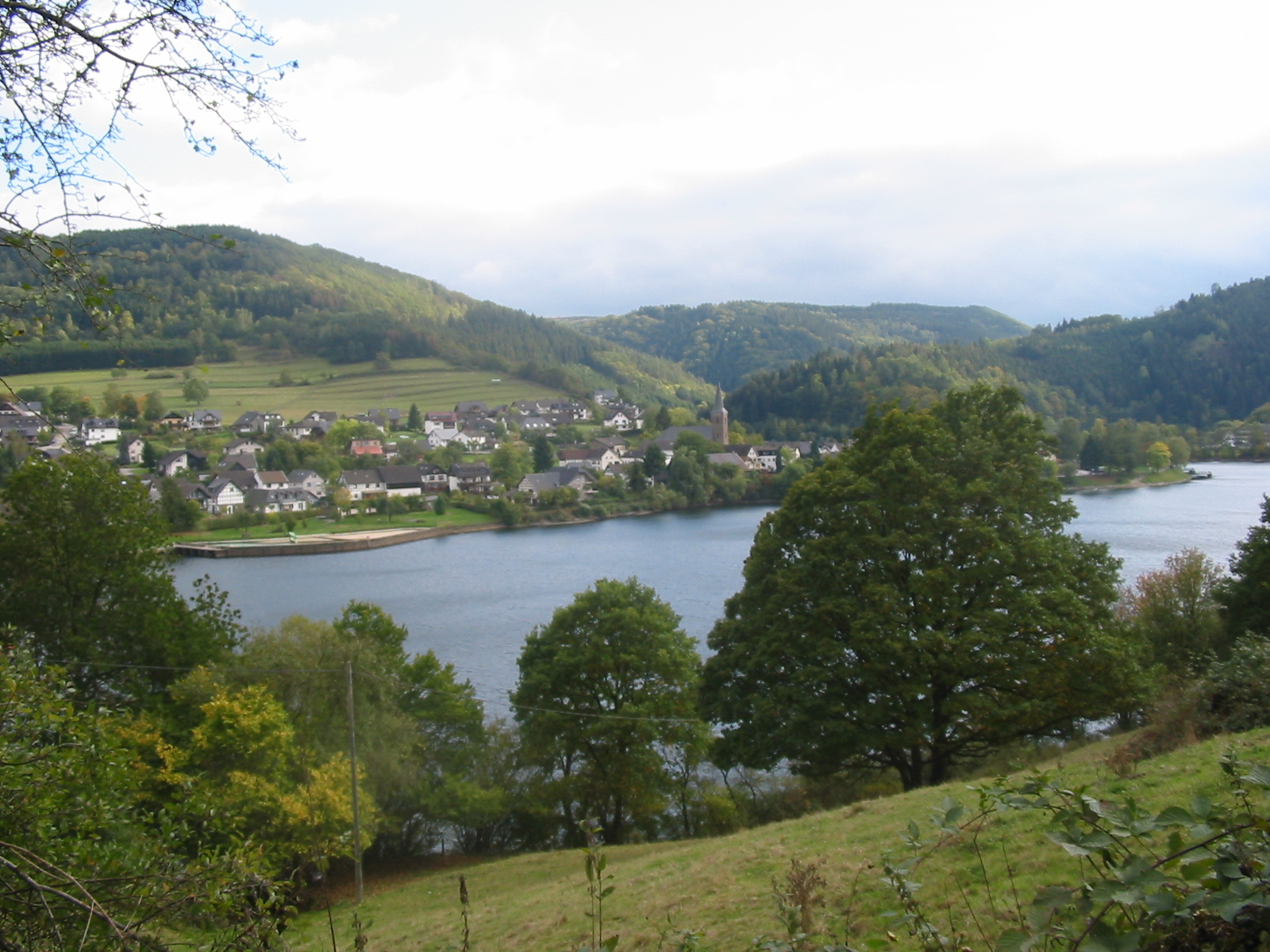
Einruhr

Einruhr es un pueblo (ortsteil) del municipio (gemeinde) de Simmerath, ubicado en estado de Renania del Norte-Westfalia, Alemania. Tiene una población estimada, a fines de 2020, de 557 habitantes.

## Historia

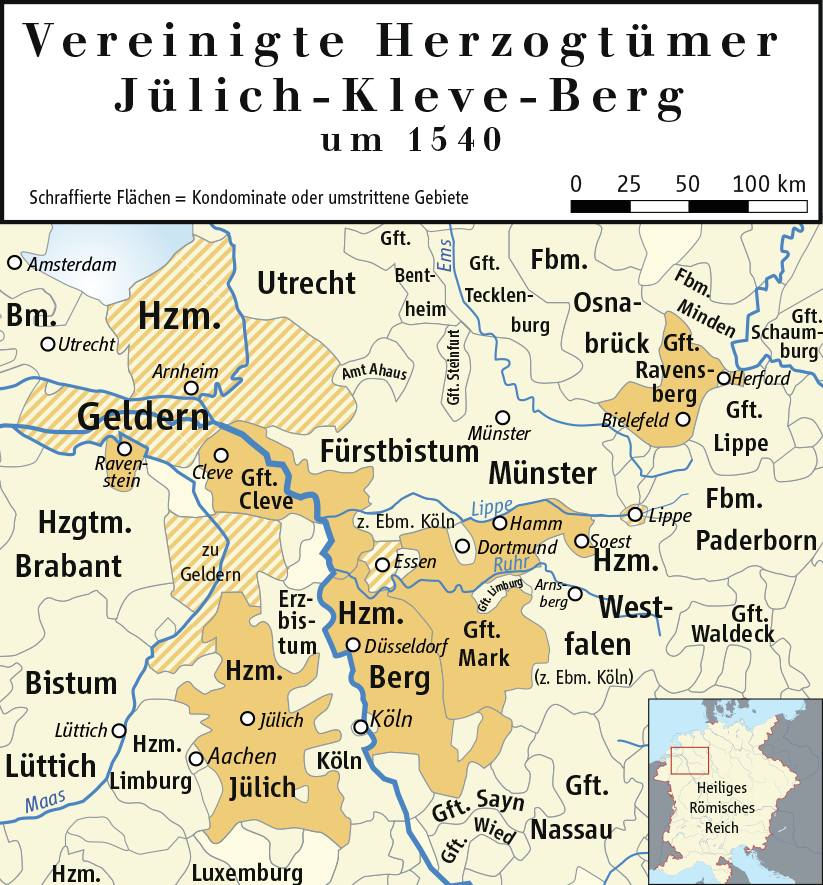
Einruhr formó parte del ducado de Jülich, uno de los componentes de Sacro Imperio Romano Germánico.

En tiempos romanos existía, junto a la actual población, un manantial de agua al que se atribuían propiedades curativas. Se accedía a él mediante una calzada que procedía del oeste y continuaba hasta cerca del Rin.
Las primeras indicaciones de la existencia de Einruhr se pueden suponer por la referencia en un documento de 1516 a un puente denominado Nyclaesbrugge situado junto a la actual localidad. En 1597 ya se nombra, en otro documento, claramente a la localidad junto a dicho puente. El lugar pertenecía al ducado de Jülich. Surgió, al igual que otras poblaciones cercanas, como un centro para el trabajo del hierro que se extraía en el territorio circundante.
En 1749 se construyó una capilla, hoy desaparecida. Algunas décadas después, el área fue ocupada por el ejército francés y anexada a Francia hasta que tras la derrota final de Napoleón, el territorio renano fue anexionado a Prusia. En 1826 se redescubrió el manantial de agua de tiempos romanos y fue puesto otra vez en servicio.
Para 1900 existía una posada y los vecinos habían creado una cooperativa de consumo. Sus habitantes vivían de la agricultura y trabajos forestales a la vez que buena parte de ellos se trasladaban a Aquisgrán para trabajar en la industria y volvían a pie para pasar el fin de semana en sus casas. 
En esos años, se construyó la primera carretera que permitió comunicar mejor la población y mejorar su economía. En 1911 se construyó una nueva iglesia que durante la II Guerra Mundial quedó gravemente dañada por lo que fue reconstruida en 1950 reproduciendo fielmente la original.
En 1958 se acabó de construir la actual presa situada junto a Einruhr, algo que tendría una gran influencia en su posterior devenir ya que el pantano creado aumentó notablemente la afluencia de turistas a la localidad.

## Comunicaciones
Einruhr está atravesada por el sur por la Bundesstraße B266 que conecta Simmerath con Lammersdorf. En dirección oeste, esta vía la conecta con la cabeza del municipio, Simmerath, mientas que en dirección este, lo hace con Herhahn y Gemünd. La carretera L106, por su parte, le permite el acceso a las vecinas Dedenborn  al oeste y Rurberg al norte. Aparte de estas carreteras, dos caminos asfaltados la unen con sus pedanías Erkensruhr y Hirschrott situadas al sur.
No tiene comunicación por tren. Las estación más cercana se sitúan en Schleiden a 13 km. Existe una parada de autobús que permite comunicar, mediante este medio de transporte, con dicha estación, con Aquisgrán y con las localidades vecinas.
Los aeropuertos más cercanos son Maastrich-Aquisgrán a unos 82 km, Colonia/Bonn a 85 km y Düsseldorf a 131 km.

## Infraestructuras sociales y asociaciones
Einruhr cuenta con una guardería pero no tiene escuela primaria ni secundaria. Para la educación en estos niveles o para la formación profesional, los alumnos tienen que desplazarse 10 km a  Simmerath, la cabeza del municipio.
En el ámbito sanitario, hay médico de familia en Kesternich y Simmerath a 7 y 10 km respectivamente. los hospitales más próximos se sitúan en Simmerath y Aquisgrán. No cuenta con farmacia y para este servicio los habitantes tienen que acudir a la cabeza del municipio.
Einruhr no tiene comisaría de policía y las más cercanas son las de Rurberg y Simmerath. Cuenta con un pequeño destacamento del equipo de bomberos voluntarios de Simmerath.
En el ámbito religioso, los que siguen la confesión católica disponen de la iglesia de St. Nikolaus.
Einruhr tiene un club deportivo y otro de pesca.
En la localidad se encuentran varias asociaciones: un grupo local del «Club de Eifel» (Eifelverein); un grupo de amigos de los coches de caballos; un grupo de teatro así como una asociación de actividades turísticas.

## Construcciones destacadas

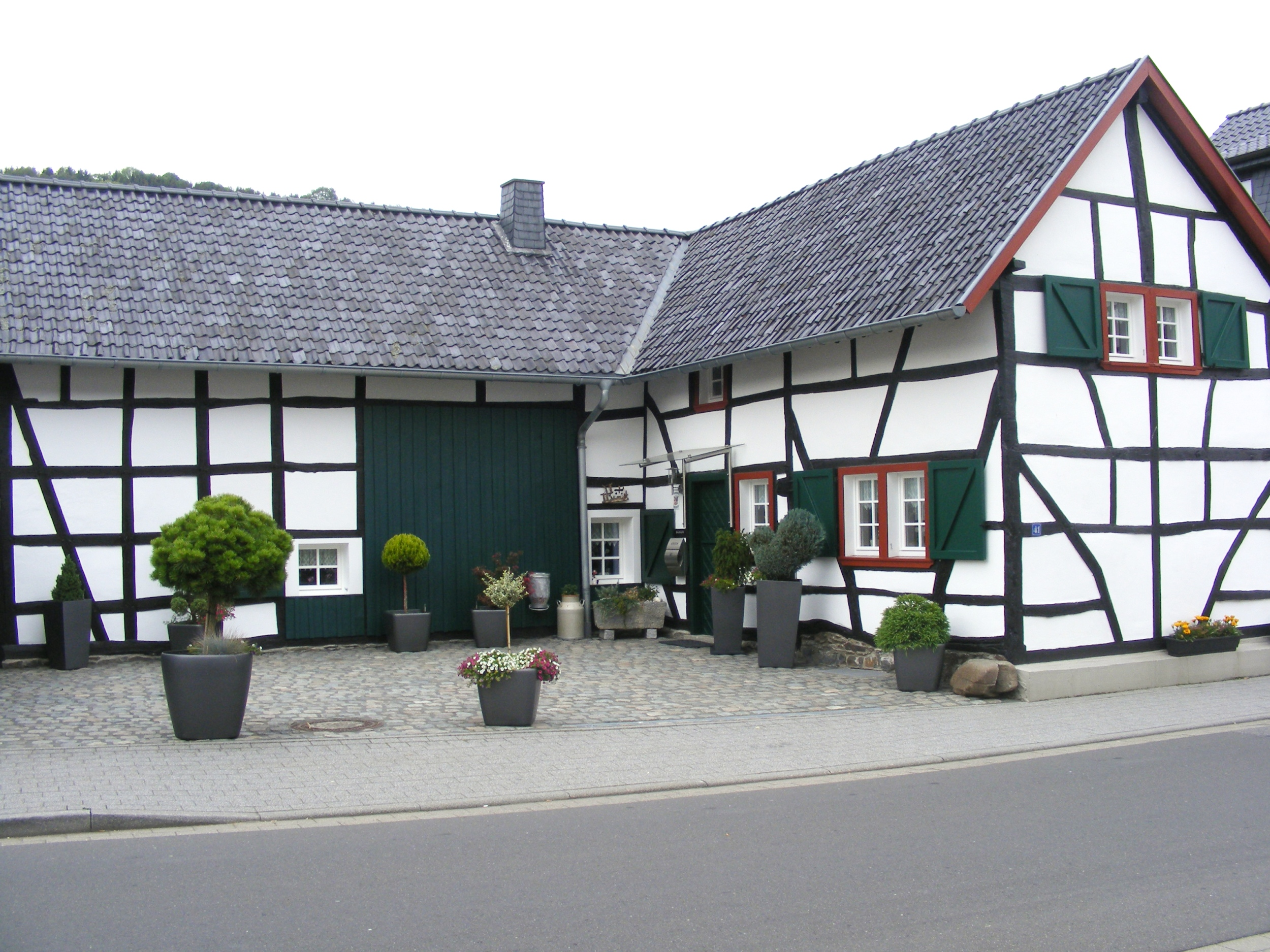
Antigua granja, hoy en día, uno de los elementos protegidos de la localidad.

Einruhr cuenta con varias construcciones o elementos señalados como denkmal o protegidos. 
Aparte de la iglesia, estos elementos protegidos son principalmente viviendas y granjas. Se encuentran distribuidos por la localidad, principalmente en la Rurstrasse.
Destacan también su antiguo puente de piedra para el cruce del río Rur así como la fuente en piedra de su conocido manantial, apreciado ya en tiempos romanos.